# Trzęsienie ziemi w Wanie (2011)
Trzęsienie ziemi w prowincji Wan w 2011 – trzęsienie ziemi o magnitudzie 7,1 stopnia w skali Richtera, które nawiedziło prowincję Wan 23 października 2011 roku o godzinie 13:41 czasu miejscowego; jego epicentrum znajdowało się 17 kilometrów na północny wschód od miasta Wan, a hipocentrum na głębokości 20 km. Główne miasta objęte trzęsieniem ziemi: Wan i Erciş.

## Reakcje na katastrofę
Przedstawiciele Unii Europejskiej oraz NATO przekazali kondolencje dla narodu tureckiego oraz NATO zaoferowało swoją pomoc. Prezydent Północnego Cypru Derviş Eroğlu, prezydent Armenii Serż Sarkisjan, prezydent Stanów Zjednoczonych Barack Obama wysłali kondolencje do prezydenta Turcji Abdullaha Güla. Swoją pomoc w akcji ratowniczej zaoferowały: Armenia, Azerbejdżan, Bułgaria, Chiny, Dania, Gruzja, Niemcy, Grecja, Węgry, Iran, Irlandia, Izrael, Japonia, Kosowo, Nowa Zelandia, Pakistan, Polska, Portugalia, Rosja, Korea Południowa, Stany Zjednoczone, Szwecja, Szwajcaria, Tajwan, Ukraina, Wielka Brytania.